# Thalatha curtalis
Thalatha curtalis är en fjärilsart som beskrevs av W. Warren 1913. Thalatha curtalis ingår i släktet Thalatha och familjen nattflyn. Inga underarter finns listade i Catalogue of Life.